# Neuwirtshaus (Vohenstrauß)
Neuwirtshaus ist eine Einöde in der nördlichen Oberpfalz und Ortsteil der Stadt Vohenstrauß.

## Geographische Lage
Die Einöde Neuwirtshaus liegt im Vorderen Oberpfälzer Wald 1,5 km südlich von Vohenstrauß und 600 m südlich der Bundesautobahn 6.
Neuwirtshaus liegt am Nordwestrand eines ausgedehnten Waldgebietes, dem Staatsforst Michlbach.
Dieses Waldgebiet erstreckt sich auf über 7 km Länge und bis zu 2 km Breite zwischen der Autobahn A6 im Nordwesten und der Pfreimd im Südosten.

## Geschichte
Neuwirtshaus liegt an einer Altstraße, die von Nürnberg und Amberg kommend über Unterköblitz (Naabübergang), Wernberg, Wittschau, Neuwirtshaus, Braunetsrieth, Lohma und Waidhaus nach Böhmen führte.
Sie diente als Verbindung zwischen slawischen Siedlungen.
Auch heute (2019) befinden sich auf und in der Nähe dieser Trasse wichtige Straßen, nämlich die Autobahn A6 und die Bundesstraße 14.
Neuwirtshaus gehörte zusammen mit Altenstadt bei Vohenstrauß, Fiedlbühl, Fürstenmühle (Vohenstrauß), Papiermühle (Vohenstrauß) zum Amt Vohenstrauß.
Nach Steuerrechnungen von 1770, Generalakten von 1792, topografischen Beschreibungen von 1800 und dem Urkataster von 1840 hatte Neuwirtshaus Ende des 18. Jahrhunderts 2 Anwesen.
Es gehörte zur katholischen und zur evangelischen Pfarrei Vohenstrauß.
1808 bei der Bildung der Steuerdistrikte gelangte Neuwirtshaus in den Steuerdistrikt Vohenstrauß.
Zum Steuerdistrikt Vohenstrauß gehörten der Markt Vohenstrauß und die Einöden Hopfenmühle, Ledermühle, Neuwirtshaus, Sägmühle und Übersteherhäusl.
Neuwirtshaus war in der historischen Karte aus der Zeit 1808 bis 1864 bereits eingezeichnet.
In den Einwohnerstatistiken erschien es erst ab 1871.
Neuwirtshaus gehörte seit der Gemeindebildung 1821 zur Gemeinde Vohenstrauß.
Die Gemeinde Vohenstrauß bestand zunächst aus Vohenstrauß, Galgenberg, Hartwichshof, Kapplhaus, Neuwirtshaus, Taucherhof und Wilhelmshöhe.
1946 wurden Braunetsrieth und Weißenstein nach Vohenstrauß eingemeindet.

## Einwohnerentwicklung in Neuwirtshaus ab 1871
| Jahr | Einwohner | Gebäude |
| ---- | --------- | ------- |
| 1871 | 25        | 8       |
| 1885 | 26        | 2       |
| 1900 | 17        | 2       |
| 1913 | 15        | 2       |
| 1925 | 15        | 2       |

| Jahr | Einwohner | Gebäude |
| ---- | --------- | ------- |
| 1950 | 30        | 2       |
| 1961 | 5         | 1       |
| 1970 | 6         | k. A.   |
| 1987 | 5         | 1       |
| 2011 | 5         | k. A.   |